# Glein
Glein est une localité du comté de Nordland, en Norvège.

## Géographie
Administrativement, Glein fait partie de la kommune de Dønna.